# Кобальтова бомба
Кобальтова бомба — різновид так званої «посоленої бомби» (теоретична модифікація ядерної або термоядерної зброї), що дає підвищене радіоактивне зараження місцевості при порівняно слабкому вибуху. Є радіологічною зброєю.
Являє собою ядерний боєприпас, у якому остання оболонка містить не уран-238, а кобальт-59. При вибуху ця оболонка опромінюється сильним нейтронним потоком і кобальт трансмутує в радіоактивний ізотоп кобальт-60. Період напіврозпаду кобальту-60 становить 5,2 року, в результаті бета-розпаду даного нукліда утворюється нікель-60 в збудженому стані, який потім переходить в основний стан, випускаючи один або кілька гамма-квантів.
Активність 1 грама кобальту-60 оцінюється в 41,8 ТБк (1130 Кі). Щоб забезпечити зараження всієї поверхні Землі на рівні 1 грам на квадратний кілометр, потрібно близько 510 тонн кобальту-60.
Офіційно вважається, що кобальтових бомб ще не створювали і ні в однієї країни на озброєнні їх немає. Невеликі кількості кобальту використовувалися в одному з випробувань британського ядерного пристрою 14 вересня 1957 року як радіохімічні мітки.